# 伊万·巴卡诺夫
伊万·亨納迪約维奇·巴卡诺夫（羅馬化：Ivan Hennadiiovych Bakanov；1975年5月2日—），乌克兰政治人物，弗拉基米尔·泽连斯基的密友和儿时好友，巴卡诺夫也是乌克兰国家安全与国防事务委员会的成員。2017年至2019年期間擔任人民公仆党的领导人。2019年8月29日，伊万·巴卡诺夫出任乌克兰國家安全局局长。2022年7月17日，一名烏克蘭国家安全局工作人员因涉嫌為俄罗斯情报部门服务而被逮捕，同日弗拉基米尔·泽连斯基解除了伊万·巴卡诺夫的乌克兰國家安全局局长職務並由瓦西里·馬柳克代理。